# Sudipen
Sudipen (Bayan ng Sudipen) är en kommun i Filippinerna. Kommunen ligger på ön Luzon, och tillhör provinsen La Union. Folkmängden uppgår till 17 056 invånare år 2015.
Sudipen är indelat i 17 barangayer.